# Il lupo della steppa (romanzo)
Il lupo della steppa (Der Steppenwolf, 1927) è un romanzo dello scrittore svizzero-tedesco Hermann Hesse. Combina elementi autobiografici a fantastici e psicoanalitici (era il periodo in cui Hesse frequentava con assiduità le sedute terapeutiche del dottor J.B. Lang, un allievo di Carl Gustav Jung); riflette il momento di profonda crisi spirituale vissuto dall'autore negli anni venti: rappresenta al contempo un atto d'accusa alla borghesia dominante la società, vista da Hesse come una struttura ipocrita, chiusa e limitante la libertà dello spirito.
Il libro racconta la storia d'una profonda sofferenza psicologica che coglie il protagonista alla soglia della mezza età (la stessa età dell'autore nel periodo in cui scrive il romanzo). Harry soffre d'un forte conflitto inerente alla propria personalità; il percorso di guarigione è la riconciliazione delle due parti antitetiche e contrapposte che ha dentro sé tramite l'umorismo, la risata cioè anche nei confronti di se stessi e davanti all'inadeguatezza della società e dell'intera cultura umana. Solo considerando la realtà dal punto di vista ironico Harry percorrerà i passi necessari per condurlo lungo la direzione della perfezione artistica.

## Contesto
Nel 1924 Hermann Hesse sposa in seconde nozze la cantante Ruth Wenger. Tuttavia, dopo non più di poche settimane lascia la città di Basilea e ritorna solo verso la fine dell'anno per andar ad affittare un appartamento separato; dopo un breve viaggio compiuto assieme in Germania, decidono di lasciarsi in modo definitivo. Hesse inizia a lavorare al romanzo subito dopo.

## Trama
(Hermann Hesse, Il lupo della steppa)
Il protagonista Harry Haller (alter ego dello stesso Hesse, con cui condivide le iniziali H.H. del nome) è un intellettuale sulla cinquantina che, dopo aver avuto una brillante carriera nel vasto campo dello studio poetico, della musica e della filosofia - soprattutto Nietzsche - ha subìto diversi colpi dal destino: una volta ha perduto reputazione e ricchezza, un'altra la moglie impazzì lasciandolo solo.
Dopo di che, si concentra sempre più nel proprio lavoro fino a che non comincia un po' alla volta a perdere la soddisfazione in esso: l'idea di felicità di Harry è definita e determinata da quei brevi momenti in cui "beatitudine, estasi ed esperienza d'esaltazione" vissuta attraverso la poesia e la musica si fondono: allora egli vede all'opera Dio. Desidera allora ritrovare quella traccia divina che vede obliata - quando non distrutta - dall'ordine borghese che lo circonda; prova a cercare questo "mondo divino" nella sua vita, ma non riesce a causa della lotta tra le due parti, una contrapposta all'altra, della sua anima.
Harry sperimenta allora se stesso come "lupo della steppa", un essere costituito da una doppia natura: umana, dato che, come cittadino che ha studiato, è entrato nel mondo lavorativo ed ha accumulato soldi in banca, che veste abiti civili, che ha desideri 'normali' e che vive di compromessi e da lupo, in quanto scettico, solitario, antisociale e fortemente critico della cosiddetta cultura borghese, estraneo alla politica ma intimamente rivoluzionario. Il suo è il contrasto tra spirito e istinto; Harry scopre che l'intera esistenza è un connubio impossibile da conciliare di questi due estremi.
Tutto ciò è ben spiegato in un manoscritto abbandonato nella sua stanza prima della sua misteriosa scomparsa, descrive il disagio provato a causa della sua duplice natura: da una parte "l'umanità", cioè l'amore per l'arte e il divino - la nobiltà d'animo e di pensiero - e dall'altra "la bestialità" (il "lupo"), alla ricerca dei piaceri e soddisfazioni più istintive e selvagge. Sembra inoltre vivere scisso tra due culture o religioni: una civile accettata da tutti, intrisa di noia, corruzione e sopraffazione; l'altra totalmente solitaria e disperata. Solo il profumo del silenzio e la pulizia, l'attenta progettazione di un viaggio, la contemplazione d'una gigantesca Araucaria vengono a rappresentare gli unici punti di sosta e ristoro all'interno della tremenda confusione vissuta in quelli che considera oramai esser gli ultimi giorni della propria esistenza.
Questo suo carattere ombroso e irrequieto gli rende difficile, se non quasi impossibile, socializzare e lo porta ad odiare e disprezzare la vanità e superficialità del mondo borghese. L'isolamento sociale e l'incapacità di godersi l'esistenza lo portano sempre più vicino al suicidio, che medita d'attuare appena raggiunta la soglia dei 50 anni, fermamente convinto del fatto ch'esso possa rivelarsi una definitiva uscita d'emergenza, quando non sarà più possibile alleviare la profondità della sofferenza che lo attanaglia.
Ma ecco che proprio nel momento più drammatico, verso la metà del romanzo, conosce in una trattoria-balera dei sobborghi la bella e seducente Erminia (figura simboleggiante l'androgino, il suo nome è il femminile di Hermann), donna che lo conduce poco a poco ad una conversione ai piaceri della vita moderna, facendogli così recuperare il tempo perduto. Si tratta di una giovane che per sbarcare il lunario, quando se ne presenti l'occasione, si intrattiene con uomini facoltosi: Harry ed 'Hermine' si descrivono come "fratelli nello spirito".
Erminia vede in Harry se stessa, come in uno specchio, e spesso riceve da lui le giuste risposte alle proprie domande e dubbi; per Harry è una guida interiore, come lo fu Virgilio per Dante nella Divina Commedia. Sono due vere e proprie anime gemelle ed assieme paiono nuovamente imparare quale sia il significato della vita (e, se necessario, alla fine esser anche capaci di ridervi sopra); Harry trova in Erminia una persona a cui può confidare i più riposti segreti, anche quello di voler uccidersi. Ormai è convinto di aver recuperato la capacità di amare creduta perduta per sempre; nel frattempo la giovane gl'insegna a ballare, lo introduce al consumo di sostanze stupefacenti e gli procura amanti occasionali.
Ad Erminia capita così di presentare ad Harry l'amica Marie e fa sì che i due finiscano a letto insieme. Un giorno a tarda notte Harry visita un ballo in maschera, che si svolge in un grande edificio composto d'innumerevoli stanze e lunghi corridoi vuoti; nella confusione perde di vista Erminia e rimane solo ed alle quattro del mattino viene introdotto in un "teatro magico" che si sta svolgendo nei seminterrati: qui ritrova l'amante vestita da uomo in compagnia dell'amica Marie e danza con lei. Grazie ad una droga, fattagli assumere da Pablo, un amico musicista di Erminia, Harry comincia ad avere strane allucinazioni: si ritrova nel corridoio a forma di ferro di cavallo di un teatro con strane iscrizioni sulle porte.
L'ultima esperienza allucinogena di Harry gli fa vedere Pablo e Erminia avere un rapporto sessuale sul pavimento davanti a lui; colto dal furore della gelosia, raccoglie da terra un coltello lì abbandonato e colpisce la donna al seno sinistro, che presto muore dissanguata. L'uomo ha così infine eseguito l'ultimo desiderio della sua amata Erminia ma il delitto di cui Haller si è macchiato gli costa la condanna alla vita eterna, con lo scherno dei grandi del passato (appare Mozart che si mette ad ascoltar Händel e l'anziano saggio 'Maestro' Goethe) che sedendogli accanto lo invitano a comprendere una volta per tutte l'umorismo macabro di cui è costituita l'intera realtà, per imparare a ridere senza dar un peso troppo eccessivo ai sentimenti. Invece di pugnalare l'amante avrebbe dovuto farsi una grassa risata, ridere di se stesso e della sua stessa assurda gelosia.
Nel romanzo si sviluppa uno dei temi preferiti di Hesse, cioè la ricerca dell'interiorità attraverso la contemplazione dei tanti, spesso contraddittori aspetti dell'io, rappresentata sia dalla preoccupazione di Haller per l'incoerenza del proprio animo, sia dalla metafora finale del "teatrino magico", ispirata alla concezione dell'idealismo magico del poeta Novalis.

## Personaggi
- Harry Haller

Il protagonista, un uomo di mezza età in crisi esistenziale.
- Hermann

Il miglior amico di Harry, menzionato solo all'interno del manoscritto.
- Moglie di Harry

È stata travolta dalla follia e da allora il marito è rimasto solo.
- Ermina

La donna del destino che Harry incontra ad un ballo.
- Pablo

Un giovane musicista che suona il sassofono.
- Maria

Amica di Erminia.
- Gustav

Amico d'infanzia che Harry incontra alla fine della storia.

## Temi trattati

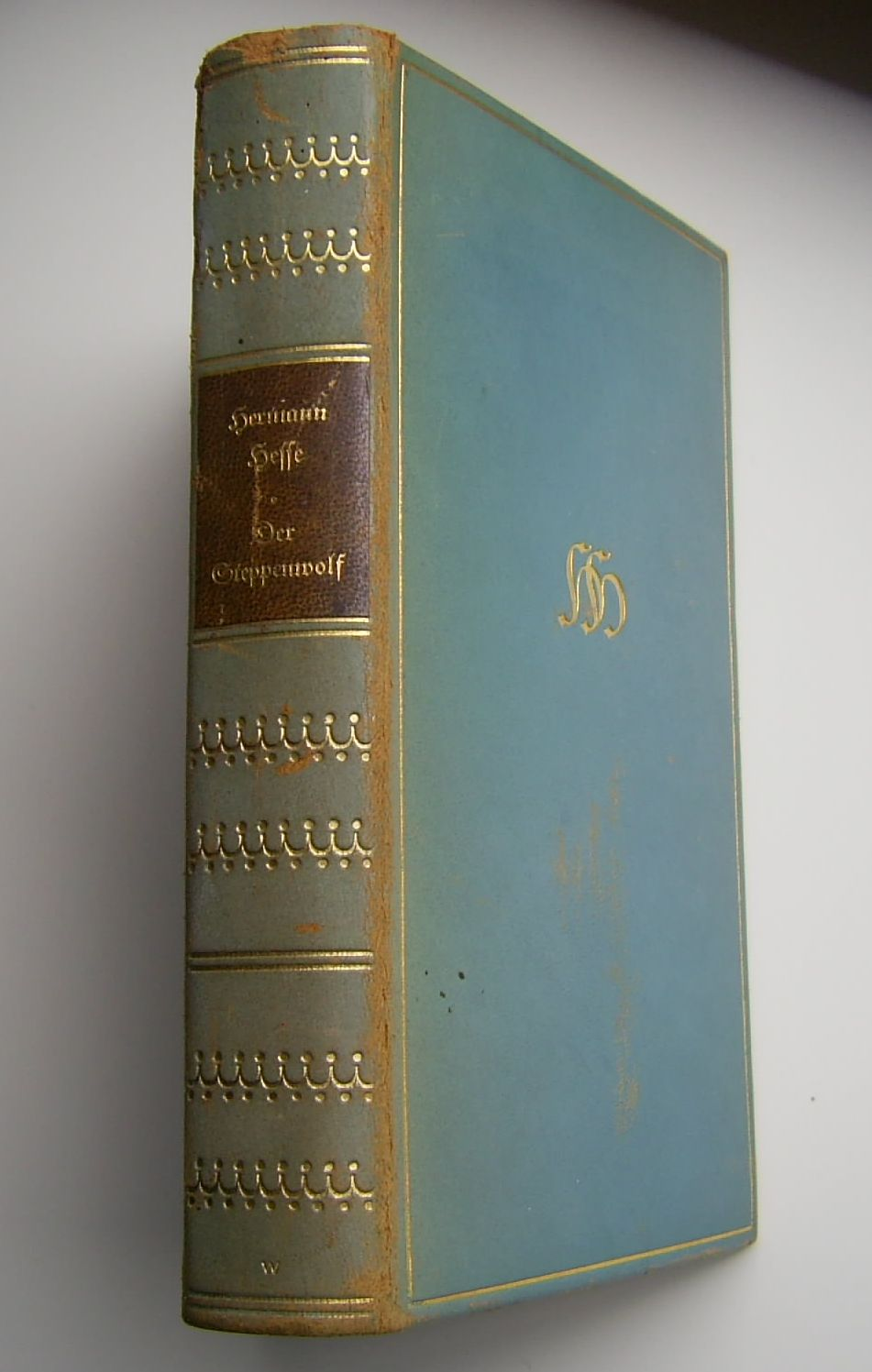
Versione speciale della prima edizione

### Introduzione
Si deve premettere che l'analisi tematica del romanzo è difficoltosa per vari motivi:
- in primo luogo la narrazione si svolge a "scatole cinesi", cioè a vari livelli di lettura autoreferenziali;
- in secondo luogo Hesse ha riversato nel personaggio molte delle paure ed i tormenti che lo attanagliavano, e non sempre è agevole interpretarli correttamente (egli stesso si rifiutò di darne spiegazione);
- in terzo luogo i temi si intrecciano e si sovrappongono numerose volte, in un gioco vorticoso, ed è difficile a volte stabilire quando si innesta uno e quando l'altro.

Il tema principale del romanzo, quello intorno al quale si imperniano i pensieri, le emozioni e le azioni del protagonista, Harry Haller, è certamente l'isolamento ed il mancato riconoscimento in una società che sta cambiando rapidamente, che forse è già cambiata. L'uomo, malgrado la vasta cultura e l'acutezza mentale, non riesce a trovare posto in un mondo governato da valori che non accetta (nazionalismo, pensiero borghese, corsa alle armi...), un mondo che ha relegato i suoi ideali (pace, amore per la musica classica, la filosofia...) in un angolo buio e privo di importanza; queste sono le caratteristiche che accomunano gli intellettuali che vivono in periodi di transizione, in cui i secoli, le ideologie, le società si sovrappongono e si accavallano: periodi di gran fermento culturale, ma anche di nostalgia e tristezza.
Come risposta all'esilio che la nuova società gli ha impartito, il quale non è solo spirituale visto che la sua patria rinnega Haller per le idee pacifiste (Hesse è sempre stato anti-militarista e decisamente contrario alla politica belligerante del nazismo), egli si rifugia sempre più nella solitudine, alzando un solido muro che separa il mondo "esterno" da quello "interno", in cui è libero di condurre la vita spirituale che più lo aggrada, dedicandosi alla lettura dei classici ed all'ascolto di Mozart e Haendel. Ma l'isolamento totale è impossibile, e talvolta gli capita di accorgersi del mondo esterno, che lo incuriosisce e lo turba allo stesso tempo, in cui riscopre gesti semplici che aveva dimenticato, gesti comuni nella sua infanzia borghese: è il caso della contemplazione dell'Araucaria, dell'attenzione della proprietaria della casa al pulito ed all'ordine.
Allora è sconvolto, dilaniato da opposte tendenze, una che lo spinge ad abbandonarsi al mondo ("uomo"), l'altra ad estraniarsene ("lupo"), il cui esito è la paralisi delle azioni; durante questa lotta il giusto e lo sbagliato, il conveniente e lo sconveniente, il bello ed il brutto, e molti altri contrari, si confondono tra di loro, si mischiano e si amalgamano in una continua rincorsa, ed Harry non può prendere decisioni risolute, come quella di porre fine alle sofferenze col suicidio. Ne consegue un'acuta angoscia e tristezza, alla quale per questo motivo non può sfuggire con la morte, che fa di Harry un uomo annientato, alcolizzato, strascicante, penoso.
Uno spiraglio di luce si intravede quando incontra Erminia che, con l'aiuto di Pablo e le sue droghe psichedeliche, tenterà di fargli scoprire che anche il mondo esterno ha i suoi pregi, che deve imparare a riconoscerli e a goderli, abbandonandosi alla vita e alla gioia derivante dalle piccole cose.
È un percorso difficoltoso, lasciato aperto da Hesse che alla fine del libro descrive un Harry che non ha vinto i propri interiori fantasmi, ma pur tuttavia conosce la strategia per farlo. Essa consiste prima di tutto nel riconoscimento che l'uomo non è, come indica l'esperienza, un essere unico, ma molteplice; il suo carattere è la somma delle variazioni momentanee delle infinite personalità in cui è diviso interiormente, e solo riconoscendo questa frammentarietà ed abbandonandovisi riuscirà a vivere. L'altro segreto è imparare a ridere, del riso degli Immortali (Mozart, Goethe...), di fronte alla contraddittorietà della vita e alle disgrazie umane; un insegnamento che Harry fatica a comprendere.

### Tema della multiformità della natura umana
Un altro tema importante è la multiformità della natura umana. Inizialmente l'uomo viene presentato, sia dalle speculazioni di Harry che dalla Dissertazione, come duale, ossia coesistenza spirituale in un unico corpo materiale di due essenze, una "umana", che lo porta ad aprirsi agli altri e ad allacciare rapporti sociali costruttivi, e un'altra "lupina" che lo porta invece a rifuggire il contatto umano e a trovare isolamento in se stesso.
Questa dualità è di tipo spirituale, ma nel libro si allude anche alla dualità fisica cui sono soggetti gli uomini, i quali in misura diversa si compongono di caratteristiche femminili e maschili. Il personaggio che rispecchia questa caratteristica è Erminia, di cui viene sottolineato in numerosi episodi il sensuale ermafroditismo (essa assomiglia tra l'altro ad Ermanno, un carissimo amico d'infanzia di Harry). Erminia, con l'aiuto di Pablo, cerca poi di fare accettare ad Harry questa caratteristica comune dell'uomo, specialmente nella parte finale del libro, in cui nel "teatro magico" lo fa innamorare travestendosi da ragazzo.
Solo nella parte finale del racconto, sempre nel "teatro magico", viene svelato il segreto che l'uomo non è in realtà né unario, come vuole farci intendere l'esperienza quotidiana, né binario, come sostiene Harry, bensì multiforme, molteplice, così come è scritto nel pamphlet, composto di infinite personalità difformi che sovrapponendosi creano momentaneamente la personalità umana. Questa rivelazione, poi esplicitata da un saggio orientale, paragona le infinite singole entità in cui è diviso l'uomo a delle figurine, che a seconda della successione in cui sono poste determinano il comportamento ed il pensiero dell'uomo. L'ordine non è però immutabile, ma si può cambiare a piacimento, ovviamente solo una volta entrati nel "teatro magico". Alla luce di questa precisazione si può capire come vada inteso il finale soprastante.

### Tema del riarmo e del nazionalismo
Tramite la voce ed il pensiero di Harry, Hesse tratta e denuncia alcuni comportamenti tenuti dalla società contemporanea, che avrebbero mostrato le loro conseguenze più tragiche solo anni più tardi (12 per la precisione, con lo scoppio della seconda guerra mondiale). L'anticipazione principale che fa nel romanzo di quest'atmosfera è che il generale clima ultra-nazionalistico imperante, volto al riarmo e allo sprezzo per la pace porterà nientemeno che ad un'altra catastrofe mondiale, in uno scenario in cui echeggia ancora il pianto dei morti di quella precedente.
La tristezza di Harry e, contemporaneamente, il suo odio per la società, sono appunto acuiti dal rifiuto degli intellettuali (e dei borghesi) di pensare alla pace, che invece si esaltano in un delirio di guerra: questo lo porterà a rendere ancora più impenetrabile il suo isolamento al mondo. La descrizione del proprio urto con la mentalità filo-bellica di alcuni intellettuali si ha durante la cena con il professore di mitologia orientale in cui, sempre più a disagio, Harry rompe la discussione e si congeda in modo brutale, mancando perfino di rispetto.
La fede nel pacifismo di Harry lo portò a pubblicare, precedentemente alle vicende delle Memorie, degli articoli e degli interventi sulla stampa della propria patria che inducevano a frenare il dilagante militarismo, ma come risposta fu denigrato e cacciato dalla nazione come uomo che ha rinnegato le proprie radici culturali. Quelle che per Harry erano solo paure e vaghi timori, e per Hesse solo previsioni, si riveleranno delle profezie alcuni anni più tardi, quando sarebbe scoppiata la seconda guerra mondiale, in seguito all'irrompere delle dittature di stampo nazista sulla scena europea.

## Note dell'autore

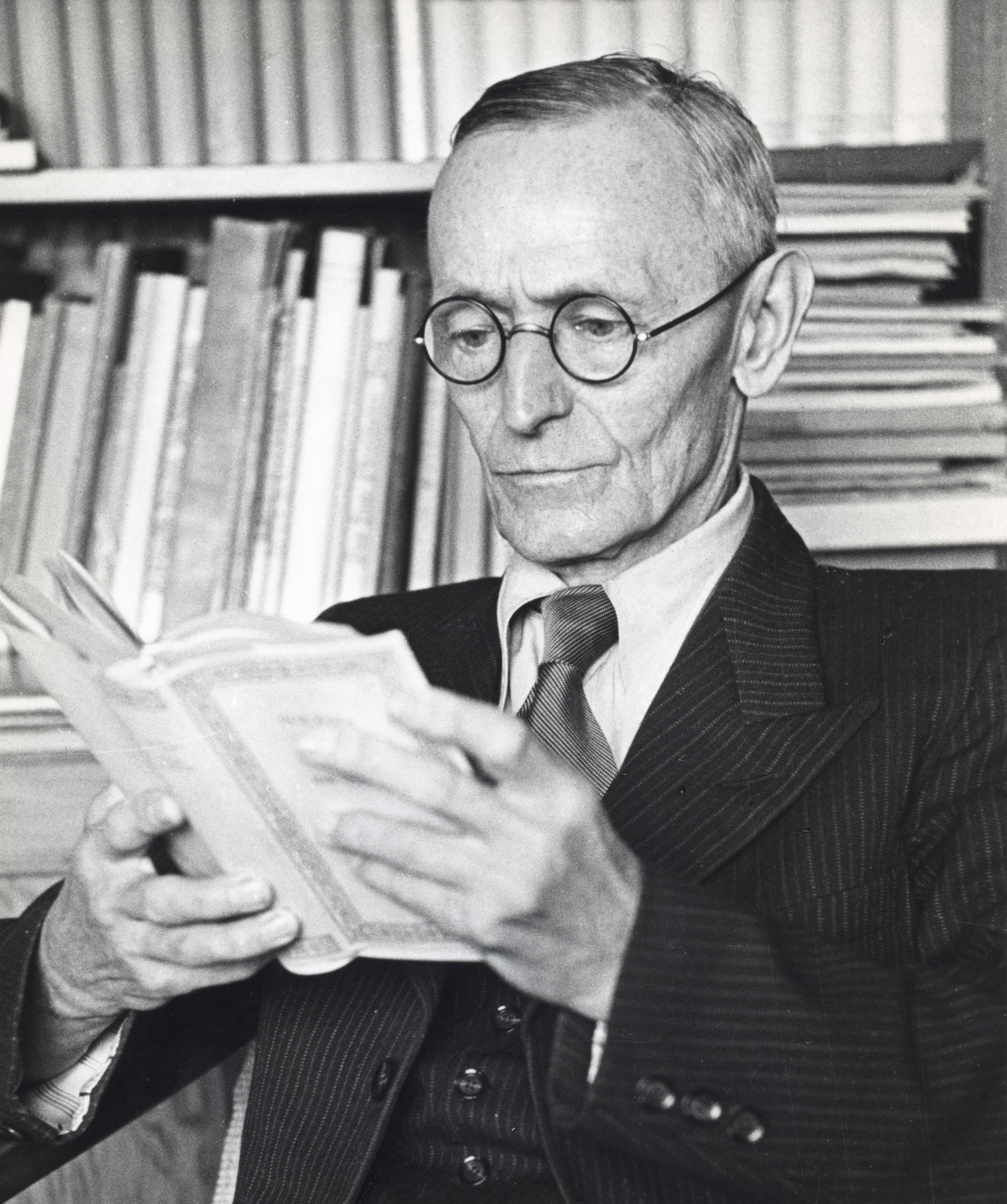
Hermann Hesse nella sua amata biblioteca.